# Matta angelomachadoi
Matta angelomachadoi – gatunek pająka z rodziny Tetrablemmidae.
Gatunek ten opisany został w 2005 roku przez Antonia D. Brescovita na podstawie 3 okazów.
Pająk ten osiąga około 0,6–0,7 mm długości ciała. Ubarwiony jest pomarańczowo z białymi kądziołkami przędnymi i krętarzami oraz żółtymi nogogłaszczkami i resztą odnóży. Ma długi, ukośny nadustek, trapezowatą wargę dolną, duże endyty i niewyraźnie siateczkowane sternum. Samcze nogogłaszczki mają pomarszczoną spodnią powierzchnię goleni, silnie zredukowane cymbium, zakrzywioną płytkę blaszkowatą w dystalnej części bulbusa i długi, falisty embolus z krótkim, blaszkowatym wyrostkiem przynasadowym. Epigynum samicy wyróżnia się wśród podrodziny wąską zmarszczką epigynalną i dużą, trójkątną wewnętrzną płytką brzuszną.
Pająk neotropikalny, znany tylko z brazylijskich stanów Alagoas i Bahia. Spotykany jest w ściółce formacji Mata Atlântica.